# Чолница
Чолница (словен. Čolnica, итал. Colenza) је насељено место у општини Канал, Горишка регија, Словенија.

## Историја
До територијалне реорганизације у Словенији била је у саставу старе општине Нова Горица. Као самостално насеље Чолница постоји од 2007. године. Настала је издвајањем дела из насеља Горења вас.

## Становништво
У попису становништва из 2011. године, Чолница је имала 16 становника.
| 2011 |
| 16   |

Напомена: Године 2007. настала издвајањем дела из насеља Горења вас.